# Державна школа
Державна школа — зазвичай (в різних країнах) школа (початкова або середня), яка контролюється і фінансується державою (шляхом стягнутих з населення податків), і освіта в якій безплатна.

## За країнами

### Австралія
Державні (публічні школи) безоплатні для громадян Австралії, що постійно проживають в країні, приватні ж школи зазвичай платні. Державні школи в Австралії можуть бути поділені на дві категорії: відкриті та конкурсні (англ. Selective school). Відкрита школа приймає без обмеження всіх з встановленого їй урядом району. У державних школах навчаються близько 65 % всіх австралійських школярів, а решта приблизно 34 % — у католицьких і приватних школах. Державні школи в Австралії світські.
Незалежно від того, чи є школа частиною державної системи освіти, вона зобов'язана дотримуватися певних рамок навчальної програми, встановлених для її штату або території. Встановлена програма, проте, забезпечує деяку гнучкість в навчальному плані, так щоб за бажанням шкіл в них могли вивчатися такі предмети, як релігія. Більшість австралійських школярів носять шкільну форму.

### Велика Британія
У Великій Британії термін «державна школа» означає школу, яка фінансується державою і безоплатна для учнів. А так звані публічні школи — це один з різновидів шкіл, які є незалежними від держави і є платними.

### Нідерланди
Державні школи в країні управляються муніципальними органами або призначаються знову ж муніципалітетами керівними комітетами. При цьому більшість шкіл у Нідерландах — 60 % — є приватними; приватні школи зазвичай управляються асоціаціями або фондами.

### Росія
Перші державні школи в країні були засновані Катериною II в 1786 році. У царській Росії державні школи були в підпорядкуванні або безпосередньо міністерству народної освіти, або (в разі професійних шкіл) навчальним відділам профільних міністерств. У недержавних же шкіл були свої внутрішні органи управління — піклувальні ради.
Після Жовтневого перевороту нова радянська держава вирішила зосередити управління освітою у своїх руках. У прийнятому в грудні 1923 році новому статуті Єдиної трудової школи (ЄТШ) вже прямо говорилося, що «існування приватних шкіл не допускається».